# BBC News
BBC News and Current Affairs (BBC NCA) è una divisione della British Broadcasting Corporation (BBC) che si occupa di informazione e produzione di notiziari per il canale televisivo, la radio e Internet. È responsabile della copertura giornalistica di eventi attuali, politica, economia, sport, cultura e altri argomenti di interesse pubblico.
BBC NCA è conosciuta per la sua produzione giornalistica di alta qualità e l'impegno nell'offrire notizie accurate, obiettive e tempestive. Ogni giorno, la divisione produce circa 120 ore di materiale giornalistico, garantendo una copertura completa degli avvenimenti a livello nazionale e internazionale.
L'imparzialità è un valore fondamentale per BBC NCA e la divisione si impegna a fornire una copertura equilibrata e accurata degli eventi. È stata riconosciuta molte volte per la sua imparzialità e la sua reputazione affidabile nel campo dell'informazione.
Tuttavia, come qualsiasi organizzazione giornalistica di grande portata, BBC NCA non è stata esente da critiche. Uno dei casi più noti è stato l'affaire David Kelly, un esperto in armi chimiche britannico che ha attirato l'attenzione dei media nel 2003. La gestione delle informazioni da parte di BBC NCA riguardo a Kelly è stata oggetto di dibattito e critica.
Un altro episodio che ha suscitato l'attenzione è stato il caso di Guy Goma nel 2006, quando BBC News Channel ha erroneamente intervistato una persona che era scambiata per un esperto tecnologico. Questo incidente ha portato a una riflessione sulla precisione e l'accuratezza delle informazioni fornite dai media.
Dal 2006, BBC NCA è diretta da Helen Boaden, che ha guidato la divisione attraverso importanti sfide e cambiamenti nel panorama mediatico. La sua leadership ha contribuito a mantenere gli alti standard giornalistici e l'integrità dell'informazione prodotta da BBC NCA.